# Reel
El reel es un tipo de danza popular. Constituye la forma más popular en la música de Irlanda y Escocia, y es la más interpretada en las reuniones informales de músicos (sessions), seguida a distancia por gigas, hornpipes, polkas y otras estructuras aún menos frecuentes. 
Los reels poseen un ritmo vivo y se suelen interpretar a velocidad rápida. Tienen una estructura cuaternaria por lo general en compás de cuatro por cuatro y suelen componerse de dos partes A y B de ocho compases cada una. Las dos partes se repiten en los reels dobles (AABB) o se interpretan seguidas en los reels sencillos (ABAB). Es frecuente repetir estas secuencias dos o más veces y enlazar un reel en secuencia con otro u otros temas distintos. Se suele acentuar las partes pares débiles del compás creando un swing muy característico. Existen distintas maneras de interpretarlos variando según las zonas y los intérpretes, con más o menos adornos, mayor o menor ligado en las notas, mayor intensidad en el swing, etc.